# Ligne 174 (chemin de fer slovaque)
Pour les articles homonymes, voir Ligne 174.
La ligne 174 des chemins de fer slovaque relie Jesenské 
à Brezno.

## Histoire
La ligne a été ouverte à la circulation en plusieurs étapes:
- Jesenské-Tisovec le 5 septembre 1874
- Tisovec-Pohronská Polhora le 15 septembre 1896
- Pohronská Polhora-Brezno le 15 décembre 1895

La ligne comporte un tunnel de 770 m les travaux de construction ont été terminés le 14 mars 1944 en raison du soulèvement national slovaque (SNP), les travaux de construction de la voie ont été arrêtés en été 1944. Le tunnel a finalement été ouvert le 3 février 1949 évitant demi-tour au niveau de la gare de Tisovec. Le tunnel faisait partie de la construction abandonnée de chemin entre Tisovec et Revuca.